# Contea di Nyalam
La contea di Nyalam (聂拉木县 ; pinyin : Nièlāmù Xiàn, in inglese:  Nyalam County) è un distretto amministrativo della Regione Autonoma del Tibet in Cina. È collocato nella giurisdizione della Prefettura di Shigatse.

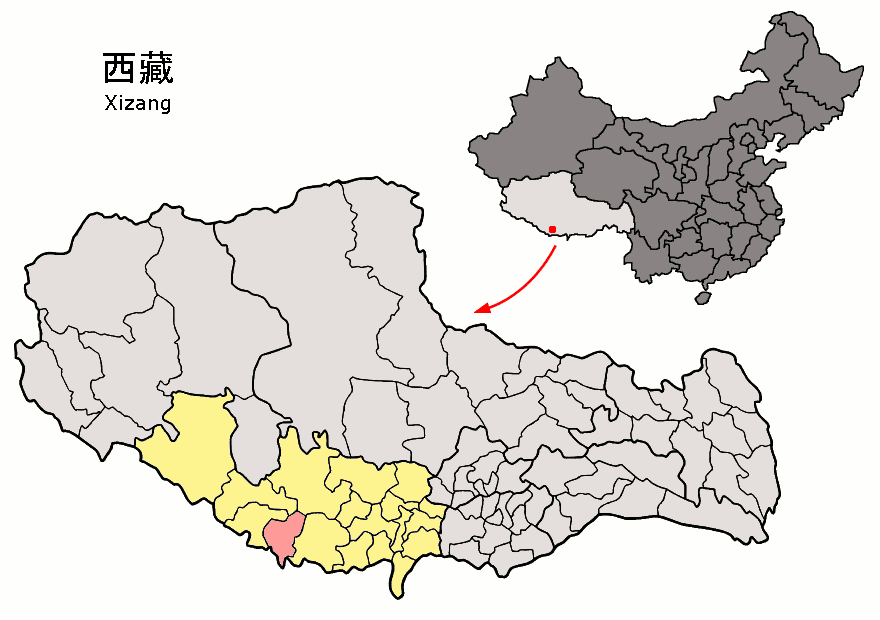
Localizzazione della contea di Nyalam (in rosa) nella prefettura di Shigatse (in giallo)

## Società

### Evoluzione demografica
La popolazione del distretto era di 14 073 abitanti nel 1999.

## Note

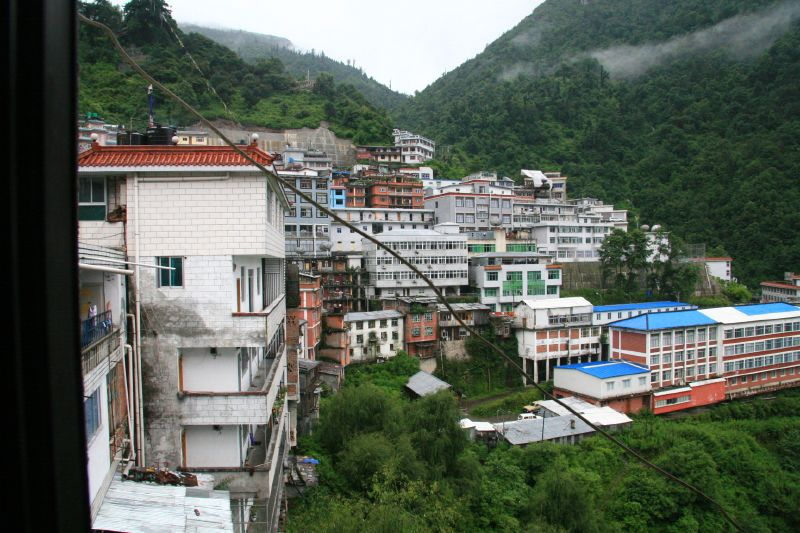
La città di Zhangmu nello Xian di Nyalam

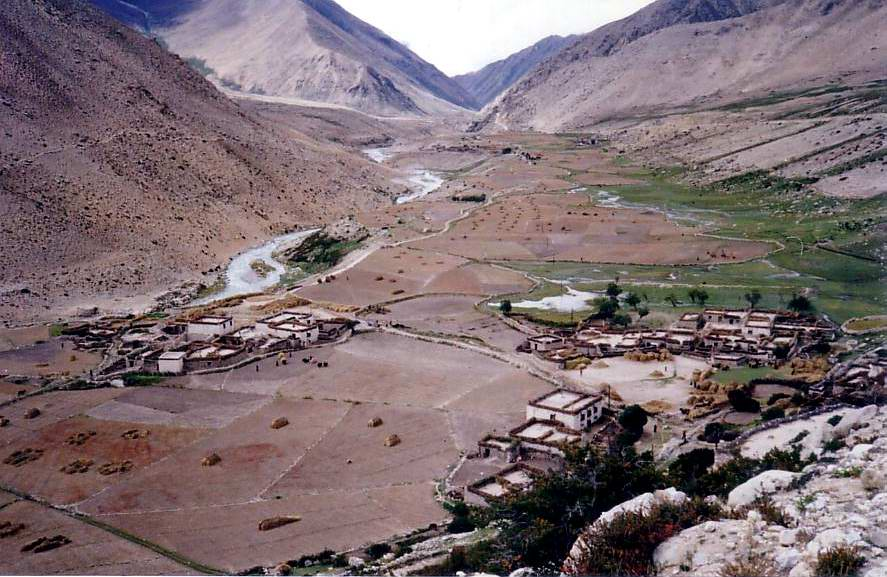
Il Gompa vicino alla grotta di Milarepa.